# الملحمة البوهيمية (فلم)
الملحمة البوهيمية بوهيميان رابسودي أو افتتان البوهيمية (بالإنجليزية: Bohemian Rhapsody) هو فيلم سيرة ذاتية عن فرقة الروك البريطانية كوين. ويتبع حياة المغني فريدي ميركوري من انضمامه للفرقة في عام 1970 إلى أدائهم في حفل لايف إيد (Live Aid) على استاد ويمبلي في 1985. الفيلم هو مشروع بريطاني أمريكي مشترك من إنتاج تونتيث سينتشوري فوكس وريجنسيز إنتربرايز وجي كي للأفلام وتريبيكا للإنتاج وكوين للأفلام. من إخراج براين سينجر وكتابة أنثوني مكارتن وإنتاج غراهام كينج ومدير كوين جيم بيتش. الفيلم من بطولة رامي مالك بدور ميركوري، ومع لوسي بوينتون وغويليم لي وبين هاردي وجوزيف مازيلو وآيدن جيلن وتوم هولاندر وألين ليش ومايك مايرز بأدوار مساعدة.
تم الأعلان عن بوهيميان رابسودي في 2010، مع أرتباط ساشا بارون كوهين به كمرشح لدور ميركوري، لكنه ترك المشروع في 2013 بسبب خلافات إبداعية مع المنتجين. بقي المشروع متوقف لعدة سنوات قبل أختيار مالك في شهر نوفمبر 2016. بدأ التصوير الرئيسي في لندن بشهر سبتمبر 2017 مع براين سينجر كمخرج. تم طرد سينجر بسبب غياباته ومشاجراته مع طاقم العمل والممثلين، واستبدل بديكستر فليتشر لأكمال الفيلم. نسبت جهود الإخراج حصرياً إلى سينجر وفقًا لإرشادات نقابة المخرجين الأمريكيين، بينما نسب فليتشر كمنتج تنفيذي. انتهى تصوير العمل في يناير 2018.
تم عرض الفيلم في بريطانيا يوم 24 أكتوبر وفي الولايات المتحدة يوم 2 نوفمبر 2018. حقق الفيلم نجاح تجاري هائل في شباك التذاكر حيث تجاوزت إيرادته 802 مليون $ عالمياً مقابل ميزانية 50 مليون $، ليصبح سابع أعلى فيلم ربحاً خلال 2018 في جميع أنحاء العالم ويسجل أرقام قياسية كأعلى فيلم سيرة ذاتية ودراما وموسيقي ربحاً على الإطلاق. ردود فعل النقاد كانت متباينة، حيث انتقدوا تصوير الفيلم لحياة ميركوري وتوجه الجنسي وأعضاء الفرقة الآخرين، لكن أداء مالك والمشاهد الموسيقية تلقى الثناء. يحتوي الفيلم أيضًا على عدد من الأخطاء التاريخية. ورغم المراجعات المتبانية تلقى الفيلم العديد من الجوائز، من بينها خمسة ترشيحات لجوائز الأوسكار الحادي والتسعون من ضمنها أفضل فيلم وأفضل ممثل لمالك. ربح الفيلم أيضاً جائزة غولدن غلوب لأفضل فيلم - دراما وأفضل ممثل - فيلم دراما (مالك) في حفل توزيع جوائز الغولدن غلوب السادس والسبعين.

## القصة
في عام 1970 فاروق بولسارا طالب جامعي هندي بريطاني من أصول بارسية يعمل عامل حقائب في مطار هيثرو. يشاهد فاروق في أحد الأيام فرقة روك محلية تدعى سمايل كان يتابعهم لفترة، تؤدي في نادي ليلي. بعد أنتهاء العرض يقابل أعضاء الفرقة برايان ماي وروجر تايلور، ويعرض أن يكون مغني للفرقة بعد أستقالة مغنيهم تيم ستافيل في تلك الليلة. مع إضافة عازف البيس جون ديكون إليهم، أصبحت الفرقة تسمى كوين، وأحييت حفلات عبر أنحاء بريطانيا حتى قيامهم ببيع شاحنتهم لدفع تكاليف إنتاج أول ألبوم لهم. مكنهم أسلوبهم الموسيقي من توقيع عقد مع تسجيلات EMI. في أثناء ذلك، غير فاروق أسمه قانونياً إلى فريدي ميركوري. يخطب ميركوري حبيبته ماري أوستن. يحقق ألبوم نجاحاً في أمريك وتذهب الفرقة في جولة غناء إليها وهناك يبدأ فريدي بالشك في ميوله الجنسي.
في عام 1975 تسجل كوين ألبومها الرابع ليلة في دارالأوبرا، لكنهم يتركون تسجيلات EMI بعد رفض مديرها راي فوستر طرح الأغنية ذات الستة دقائق بوهيميان رابسودي. ينشر ميركوري الأغنية عبر الراديو وتحقق نجاح هائل. بعد جولة عالمية، يبدأ ميركوري علاقة مع بول برينتر، مدير الأعمال اليومية للفرقة. تترك ماري فريدي بعد أعترافه لها بأنه ثنائي الميول الجنسية، رغم أنها تؤكد له أنه مثلي.
يستمر نجاح الفرقة خلال بداية الثمانينات لكن التوتر ينشأ حول اتجاه موسيقاهم والتغييرات في تصرفات فريدي نتيجة علاقته ببول. في عام 1980 وبعد حفلة صاخبة في منزله، يعجب فريدي بنادل في الحفلة يدعى جيم هوتون. يفترق الأثنان بعد أن يخبره النادل أن يعثر عليه بعد حب نفسه. خلال تروجيهم لألبومهم هوت سبيس في مؤتمر صحفي عام 1982، يتعرض فريدي لسيل من الاسئلة حول حياته الشخصية وتوجهه الجنسي، الأمر الذي أستجاب له فريدي بالشتائم والرفض تجاه الصحافة.
تتأزم العلاقة بين فريدي وزملائه في الفرقة بعد أعلانه عن توقيع عقد فردي مع كولومبيا للتسجيلات بقيمة 4 مليون $. ينتقل هو للعيش في ميونخ في 1984 للعمل على أول ألبوم مفرد له مستر باد غاي وينغمس في حفلات جنس مثلية مع بول وآخرين. ماري الآن حامل تزوره وتترجاه أن يرجع إلى الفرقة، التي عرض عليها أن تؤدي في الحفل الخيري لايف إيد على إستاد ويمبلي. بعد أكتشافه أن بول برينتر أخفى خبر الحفلة الخيرية عنه، يقوم فريدي بطرده من حياته. انتقاماً لذلك، يذهب بول إلى الأعلام ويكشف حياة فريدي الجنسية.
يعود فريدي إلى لندن لطلب السماح من الفرقة ومديرها جيم بيتش. بعد تصالحهم يحصلون على مكان في الحفل الخيري. مع انتشار الأيدز في أرجاء العالم، يكتشف فريدي أنه مصاب به، ثم يخبر زملائه بذلك. في يوم الحفل الخيري، يتصالح مع ماري وجيم هوتون وعائلته. يحقق الحفل الخيري نجاح هائل بفضل كوين الذي ساعدوا في زيادة معدل التبرعات خلال الحدث.
بعد وفاة فريدي بالأيدز عام 1991، تنشأ الفرقة ومديرها منظمة خيرية تسمى ميركوري فينكس تراست لمحاربة الأيدز حول العالم وهنا ينتهي الفيلم.

## طاقم التمثيل
- رامي مالك بدور فريدي ميركوري.[11]
- لوسي بوينتون بدور (ماري أوستين) صديقة فريدي.[12]
- جويليم لي بدور برايان ماي.[13]
- بين هاردي بدور روجر تايلور.[13]
- جوزيف مازيلو بدور جون ديكون.[13]
- آيدن جيلن بدور جون ريد.[14]
- توم هولاندر بدور جيم بيتش.[14]
- ألين ليش بدور بول بربنتر.[15]
- مايك مايرز بدور راي فوستر.[16]

## الإنتاج

### أختيار الممثلين
رامي مالك بدور فريدي ماكيوري
لوسي بوينتون بدور ماري أوستن

## الإستقبال

### رأي النقاد
تلقى الفيلم مراجعات إيجابية من قبل النقاد. الفيلم حصل على تقييم 62% على موقع الطماطم الفاسدة، بناءً على 341 مراجعة، مع متوسط تقييم 6.1/10. ميتاكريتيك أعطى الفيلم 49 من 100 بناءً على 50 مراجعة نقدية. حسب موقع سينما سكور، أعطى جمهور السينما الفيلم متوسط درجة "A" على مقياس من A+ إلى F

### الجوائز
| جائزة                               | موعد الحفل     | فئة                                      | المستلمين والمرشحين                                           | النتيجة     | (مرجع)        |
| ----------------------------------- | -------------- | ---------------------------------------- | ------------------------------------------------------------- | ----------- | ------------- |
| جائزة الأوسكار                      | 24 فبراير 2019 | جائزة الأوسكار لأفضل فيلم                | غراهام كينج                                                   | في الانتظار | [ 17 ]        |
| جائزة الأوسكار                      | 24 فبراير 2019 | جائزة الأوسكار لأفضل ممثل                | رامي مالك فوز                                                 |             | [ 17 ]        |
| جائزة الأوسكار                      | 24 فبراير 2019 | جائزة الأوسكار لأفضل مونتاج صوتي         | جون وارهرست ونينا هارتستون                                    | في الانتظار | [ 17 ]        |
| جائزة الأوسكار                      | 24 فبراير 2019 | جائزة الأوسكار لأفضل خلط أصوات           | بول ماسي وتيم كافاجين وجون كازالي                             | في الانتظار | [ 17 ]        |
| جائزة الأوسكار                      | 24 فبراير 2019 | جائزة الأوسكار لأفضل مونتاج              | جون أوتمان                                                    | في الانتظار | [ 17 ]        |
| جوائز الأكاديمية البريطانية للأفلام | 10 فبراير 2019 | جائزة بافتا لأفضل فيلم بريطاني           | Bohemian Rhapsody                                             | في الانتظار | [ 18 ]        |
| جوائز الأكاديمية البريطانية للأفلام | 10 فبراير 2019 | جائزة البافتا لأفضل ممثل في دور رئيسي    | رامي مالك                                                     | فوز         | [ 18 ]        |
| جوائز الأكاديمية البريطانية للأفلام | 10 فبراير 2019 | جائزة البافتا لأفضل تصوير سينمائي        | نيوتن توماس سيجل                                              | في الانتظار | [ 18 ]        |
| جوائز الأكاديمية البريطانية للأفلام | 10 فبراير 2019 | جائزة البافتا لأفضل صوت                  | جون كازالي وتيم كافاجين ونينا هارتستون وبول ماسي وجون وارهرست | في الانتظار | [ 18 ]        |
| جوائز الأكاديمية البريطانية للأفلام | 10 فبراير 2019 | جائزة بافتا لأفضل تصميم أزياء            | جوليان داي                                                    | في الانتظار | [ 18 ]        |
| جوائز الأكاديمية البريطانية للأفلام | 10 فبراير 2019 | جائزة بافتا لأفضل مكياج وتصفيف شعر       | مارك كوتلر وجان سيويل                                         | في الانتظار | [ 18 ]        |
| جوائز الأكاديمية البريطانية للأفلام | 10 فبراير 2019 | جائزة بافتا لأفضل مونتاج                 | جون أوتمان                                                    | في الانتظار | [ 18 ]        |
| جائزة اختيار النقاد للأفلام         | 13 يناير 2019  | أفضل ممثل                                | رامي مالك                                                     | فوز         | [ 19 ]        |
| جائزة اختيار النقاد للأفلام         | 13 يناير 2019  | أفضل تصميم أزياء                         | جوليان داي                                                    | رُشِّح         | [ 19 ]        |
| جائزة اختيار النقاد للأفلام         | 13 يناير 2019  | أفضل مكياج وتصفيف شعر                    | Bohemian Rhapsody                                             | رُشِّح         | [ 19 ]        |
| جائزة الغولدن غلوب                  | 6 يناير 2019   | جائزة غولدن غلوب لأفضل فيلم - دراما      | Bohemian Rhapsody                                             | فوز         | [ 20 ] [ 21 ] |
| جائزة الغولدن غلوب                  | 6 يناير 2019   | جائزة غولدن غلوب لأفضل ممثل - فيلم دراما | رامي مالك                                                     | فوز         | [ 20 ] [ 21 ] |

## وصلات خارجية
- الملحمة البوهيمية على موقع IMDb (الإنجليزية)
- الملحمة البوهيمية على موقع ميتاكريتيك (الإنجليزية)
- الملحمة البوهيمية على موقع روتن توميتوز (الإنجليزية)
- الملحمة البوهيمية على موقع نتفليكس (الإنجليزية)
- الملحمة البوهيمية على موقع ألو سيني (الفرنسية)
- الملحمة البوهيمية على موقع Turner Classic Movies (الإنجليزية)
- الملحمة البوهيمية على موقع أول موفي (الإنجليزية)
- الملحمة البوهيمية على موقع بوكس أوفيس موجو (الإنجليزية)
- الملحمة البوهيمية على موقع فيلمافينيتي (الإسبانية)
- الملحمة البوهيمية على موقع قاعدة بيانات الفيلم (الإنجليزية)

- الموقع الرسمي